# Bruria Kaufman
Bruria Kaufman (21 août 1918 - 7 janvier 2010) est une physicienne théoricienne américaine. Elle est connue pour ses contributions à la théorie de la relativité générale d'Albert Einstein, à la physique statistique, où elle utilise l'analyse appliquée des spineurs pour retrouver le résultat de Lars Onsager sur la fonction de partition du modèle d'Ising à deux dimensions, et à l'étude de l'Effet Mössbauer, sur lequel elle collabore avec John von Neumann et Harry Lipkin.

## Biographie
Bruria Kaufman est née à New York dans une famille juive d'origine ukrainienne. En 1926, la famille immigre en Palestine mandataire, vivant d'abord à Tel-Aviv, puis à Jérusalem. Ses principaux intérêts durant sa jeunesse sont la musique et les mathématiques.
Elle étudie les mathématiques, obtenant un B.Sc. de l'Université hébraïque de Jérusalem en 1938 et un doctorat de l'Université Columbia en 1948. Elle épouse le linguiste Zellig Harris en 1941.
En 1960, elle s'installe au kibboutz Mishmar-Haémek et adopte une fille, Tami.
Kaufman retourne aux États-Unis en 1982 et vit en Pennsylvanie, où son mari enseigne. Il est décédé en 1992. Kaufman déménage en Arizona et épouse le lauréat du prix Nobel Willis Eugene Lamb en 1996, bien que le mariage se soit soldé par un divorce. Elle est décédée en janvier 2010 à l'hôpital Carmel de Haïfa, à la suite d'un séjour dans une maison de repos à Kiryat Tivon, non loin de Haïfa. Conformément à ses souhaits, son corps est incinéré.

## Carrière scientifique
Kaufman est associée de recherche à l'Institute for Advanced Study de Princeton de 1948 à 1955, où elle travaille avec John von Neumann (1947/48) et avec Albert Einstein (1950–1955). Elle passe les années suivantes à l'Université de Pennsylvanie à travailler sur un projet de linguistique mathématique.
Kaufman retourne en Israël en 1960 (avec Harris) où elle devient professeur à l'Institut Weizmann des sciences à Rehovot (1960-1971) et plus tard à l'Université de Haïfa (1972-1988).

## Publications
- Kaufman, « Crystal Statistics. II. Partition Function Evaluated by Spinor Analysis », Physical Review, American Physical Society (APS), vol. 76, no 8,‎ 15 octobre 1949, p. 1232–1243 (ISSN 0031-899X, DOI 10.1103/physrev.76.1232, Bibcode 1949PhRv...76.1232K)
- Kaufman et Onsager, « Crystal Statistics. III. Short-Range Order in a Binary Ising Lattice », Physical Review, American Physical Society (APS), vol. 76, no 8,‎ 15 octobre 1949, p. 1244–1252 (ISSN 0031-899X, DOI 10.1103/physrev.76.1244, Bibcode 1949PhRv...76.1244K)
- "Transition Points", Physical Society Cambridge International Conference on Low Temperatures (1946), with L. Onsager.
- A. Einstein, E. G. Strauss et Buria Kaufman, The Meaning of Relativity, 4th, 1953 (OCLC 1724486) Kaufman's contribution is to an appendix which appeared in later editions, and was revised and published as "Algebraic Properties of the Field in the Relativistic Theory of the Asymmetric Field".
- Einstein et Kaufman, « Algebraic Properties of the Field in the Relativistic Theory of the Asymmetric Field », The Annals of Mathematics, JSTOR, vol. 59, no 2,‎ 1954, p. 230–244 (ISSN 0003-486X, DOI 10.2307/1969690, JSTOR 1969690)
- Einstein et Kaufman, « A New Form of the General Relativistic Field Equations », The Annals of Mathematics, JSTOR, vol. 62, no 1,‎ 1955, p. 128–138 (ISSN 0003-486X, DOI 10.2307/2007103, JSTOR 2007103)
- "Mathematical Structure of the Non-symmetric Field Theory", Proceedings of the Fiftieth Anniversary Conference on Relativity 227–238 (1955).
- Lifson, Kaufman et Lifson, « Neighbor Interactions and Symmetric Properties of Polyelectrolytes », The Journal of Chemical Physics, AIP Publishing, vol. 27, no 6,‎ 1957, p. 1356–1362 (ISSN 0021-9606, DOI 10.1063/1.1744007, Bibcode 1957JChPh..27.1356L)
- Gillis et Kaufman, « The Stability of a Rotating Viscous Jet », Applied Mathematics Quarterly, vol. 19, no 4,‎ 1962, p. 301–308 (DOI 10.1090/qam/136218, JSTOR 43634962)
- Kaufman et Lipkin, « Momentum transfer to atoms bound in a crystal », Annals of Physics, Elsevier BV, vol. 18, no 2,‎ 1962, p. 294–309 (ISSN 0003-4916, DOI 10.1016/0003-4916(62)90072-6, Bibcode 1962AnPhy..18..294K)
- Kaufman et Noack, « Unitary Symmetry of Oscillators and the Talmi Transformation », Journal of Mathematical Physics, AIP Publishing, vol. 6, no 1,‎ 1965, p. 142–152 (ISSN 0022-2488, DOI 10.1063/1.1704252, Bibcode 1965JMP.....6..142K)
- Kaufman, « Special Functions of Mathematical Physics from the Viewpoint of Lie Algebra », Journal of Mathematical Physics, AIP Publishing, vol. 7, no 3,‎ 1966, p. 447–457 (ISSN 0022-2488, DOI 10.1063/1.1704953, Bibcode 1966JMP.....7..447K)[4]